# Onthophagus extensicollis
Onthophagus extensicollis är en skalbaggsart som beskrevs av D'orbigny 1907. Onthophagus extensicollis ingår i släktet Onthophagus och familjen bladhorningar. Inga underarter finns listade i Catalogue of Life.